# 滿洲八旗
满洲八旗（穆麟德轉寫：manju gūsa），本称八旗满洲，简称满洲或满洲旗，旗下之人称满洲、满洲旗人，是清代八旗制度中的主要组成部分，主要由明朝末年的建州女真、海西女真和部分东海女真所组成，是八旗制度的最原始成员和主干。

## 简介
满洲八旗主要来源于建州和海西女真，此外还有部分东海女真、少部分早期归附的蒙古、索伦、朝鲜人、汉人、清前期归附的雅克萨俄罗斯人、清中期归附的西域回人、金川藏人等等，以最初跟随努尔哈赤起兵的元勋和早期被兼并的他部部众为主，按照女真人的传统狩猎习俗，将他们编入各个佐领之中。1601年，随着建州势力的扩张，努尔哈赤以五佐领为一参领，五参领为一旗，组建黄、红、蓝、白四旗。1615年，又再度增编镶黄、镶红、镶蓝、镶白四旗，合为八旗，当时旗下非女真族来源之人也隶属于满洲八旗，直到清太宗皇太极统治时期，才从满洲八旗分出大部分蒙古和汉人人丁分别组成蒙古和汉军两个独立的旗分。
作为八旗军队起家之根本的武装力量，满洲八旗对于后金及其后身清朝的重要性不言而喻，因此在有清一代得到了首崇满洲的优待，整体待遇最高，在蒙古和汉军八旗之上，处核心之地位。满洲八旗按资历深浅可分为旧满洲（转写：fe manju）和新满洲（穆麟德轉寫：ice manju）。
旗内世家众多，影响力较大的主要有费英东、额亦都、何和礼、扬古利、阿什达尔汉、扈尔汉、安费扬古、阿山、索尼、康古礼、巴笃礼、恩德格尔、明安等家族。满洲八旗是当代满族的直接前身和主要来源之一，也有部分满洲八旗后裔因为种种原因误报为汉族，如著名演员佟大为。

### 引用
1. 1 2  中国社会科学院近代史研究所政治史研究室 2011，第553, 555—556頁
2. ↑  清高宗御敕 & 傅恒等奉敕撰 1986，第96頁
3. ↑  杜家骥 2008，第46頁
4. ↑  刘小萌 1986，第55頁
5. ↑  阎崇年 2006，第122頁
6. ↑  杜家骥 2006，第34—42頁
7. ↑  刘小萌 1986，第1頁
8. ↑  金启孮 2008，第5（概说）頁
9. ↑  杜家骥 2006，第71—75頁
10. ↑  新浪娱乐-互动资料库：佟大为
11. ↑   參: